# スペイン・ポルトガル戦争 (1776年-1777年)
スペイン・ポルトガル戦争（スペイン・ポルトガルせんそう、英語: Spanish-Portuguese War）は1776年から1777年にかけて、スペイン帝国とポルトガル海上帝国がスペイン領南アメリカとポルトガル領南アメリカの国境をめぐって戦った戦争。

## ポルトガルの攻撃
1762年から1763年までの戦争において、スペインは第一次セバーヨス遠征でコロニア・デル・サクラメント、サンタ・テクラ（Santa Tecla）、サン・ミゲル、サンタ・テレサ、リオ・グランデ・デ・サン・ペドロを征服した。
1763年のパリ条約でコロニア・デル・サクラメントがポルトガル王国に返還されたが、サンタ・テクラ、サン・ミゲル、サンタ・テレサ、リオ・グランデ・デ・サン・ペドロはスペインが保持した。
1767年より、ポルトガル人は部隊を集めてスペイン人に繰り返し攻撃するようになった。その後の数年間、ポルトガルの部隊は6千人にまで増え、スペインの1,450人をはるかに上回った。1776年2月にアイルランド出身のロバート・マクドゥオール（Robert MacDouall）とジョルジ・ハードキャッスル（Jorge Hardcastle）がポルトガル艦隊を率いてリオ・グランデ・デ・サン・ペドロ要塞に近づき、砲撃し始めたことで戦線が拡大した。フランシスコ・ハビエル・モラーレス（Francisco Javier Morales）率いるスペイン艦隊がポルトガル艦隊との3時間にわたる海戦の末、ポルトガル艦隊を撃退した。このときの損害はスペインが戦死16、負傷24で、ポルトガルが船2隻を失った。
一方、ポルトガルの陸上部隊が前進し、スペインのフアン・ホセ・デ・ベルティス・サルセドは撤退してリオ・グランデ全域を放棄せざるを得なかった。

## スペインの対策
ポルトガルの同盟国グレートブリテン王国はアメリカ独立戦争に手を焼いていたため介入してくる恐れはなかった。そのため、スペイン王カルロス3世はすぐに手を打った。彼はペドロ・アントニオ・デ・セバーヨス総督をリオ・デ・ラ・プラタ副王に昇進させ、遠征を率いるよう命じた。セバーヨスは1762年から1763年の第一次遠征でポルトガル領に深く進軍した上でコロニア・デル・サクラメントを占領してその能力を証明していた。
セバーヨスはこのときスペイン本国に滞在しており、彼はカディスで遠征隊を組織した。彼は9千人と戦列艦6隻（70門艦ポデロソ（Poderoso）、64門艦サンティアゴ・ラ・アメリカ（Santiago la América）、70門艦サン・ダマソ（San Dámaso）、70門艦セプテントリオン（Septentrión）、70門艦モナルカ（Monarca）、70門艦サン・ホセ（San José））、フリゲート6隻、いくらかの小型船、輸送船100隻からなる艦隊を準備した。艦隊の指揮官はカサ・ティリー侯爵フランシスコ・ハビエル・エベラルド＝ティリーだった。艦隊は11月20日にカディスを出港、途中でポルトガル船を数隻拿捕しつつ1777年2月18日に南米に到着した。
セバーヨスの艦隊はそこでロバート・マクドゥオールに遭遇したが、マクドゥオールの艦隊は小さく、逃走に成功した。
セバーヨスは2月23日にサンタ・カタリナ島への攻撃を決定した。ポルトガルの駐留軍はスペインの大艦隊が兵士を上陸させるところを見ると、抵抗もせず内陸に逃亡した。3月20日、セバーヨスは続いてリオ・グランデ・デ・サン・ペドロに向かったが、嵐で艦隊がはぐれたためモンテビデオに戻った。彼はそこで軍を2手に分けた。彼が自ら率いた部隊は全ての大砲をもって5月23日にコロニア・デル・サクラメントの包囲を開始、6月3日に降伏させた。
艦隊の残りはまだ脅威になっているマクドゥオールの艦隊を追跡した。実際、マクドゥオールの艦隊ははぐれたスペイン船サン・アグスティン（San Augstin）を拿捕、サント・アゴスティーニョ（Santo Agostinho）に改名した。代わって艦長になったのはポルトガル海軍に従軍していたイギリス人アーサー・フィリップであり、彼は後にポート・ジャクソン（シドニー）を創建した。
サクラメントを占領した後、セバーヨスはリオ・グランデ・デ・サン・ペドロへの前進を開始した。彼はサンタ・テレサにいたフアン・ホセ・デ・ベルティス・サルセドの部隊と合流したが、講和交渉が開始したため進軍の停止を命じられた。

## 講和
1777年2月24日にポルトガル王ジョゼ1世が死去すると、後継者のマリア1世はポンバル侯爵を罷免、10月1日にスペインと第一次サン・イルデフォンソ条約を締結した。
スペインはサンタ・カタリナ島を返還、リオ・グランデ・デ・サン・ペドロをポルトガル領として承認したが、ポルトガルが1680年に創設したコロニア・デル・サクラメントを獲得した。スペインはバンダ・オリエンタル（現ウルグアイ）とミシオネス・オリエンタレスも保持した。その代償としてスペインはポルトガルがトルデシリャス条約で定めた線を越えて得た領土を承認した。
スペインはさらに1778年3月11日のエル・パルド条約でスペイン領ギニア（現赤道ギニア）を獲得した。スペイン領ギニアは1778年から1810年までブエノスアイレスから統治された。

## その後
ポルトガル王国はこの戦争によりアメリカ独立戦争で中立を維持したこと。1778年にフランス王国が参戦してアメリカ独立戦争が国際戦争になり、ポルトガルはイギリスとの条約で参戦義務があったが、イギリスが対スペイン戦争で援助を行わなかったためポルトガルが失望し、結果的にはアメリカ独立戦争への参戦を見送ることになった。その代わり、ポルトガルは1781年に第一次武装中立同盟に加入、イギリスによる中立国船舶捕獲に対抗した。